# Jan Kaplický
Jan Kaplický (18. dubna 1937 Praha – 14. ledna 2009 Praha) byl český architekt a vizionář moderní architektury, žijící od své emigrace v roce 1968 ve Spojeném království. Společně s Davidem Nixonem založil architektonické studio Future Systems. Za stavbu Lord's Media Centra na londýnském kriketovém stadionu byl oceněn Stirlingovou cenou, nejprestižnější britskou cenou za architekturu. Kromě působení v oblasti architektury a designu se Kaplický podílel i na výuce na univerzitách ve Spojeném království, Francii a Německu. V Česku bylo vydáno několik jeho knih.

## Život

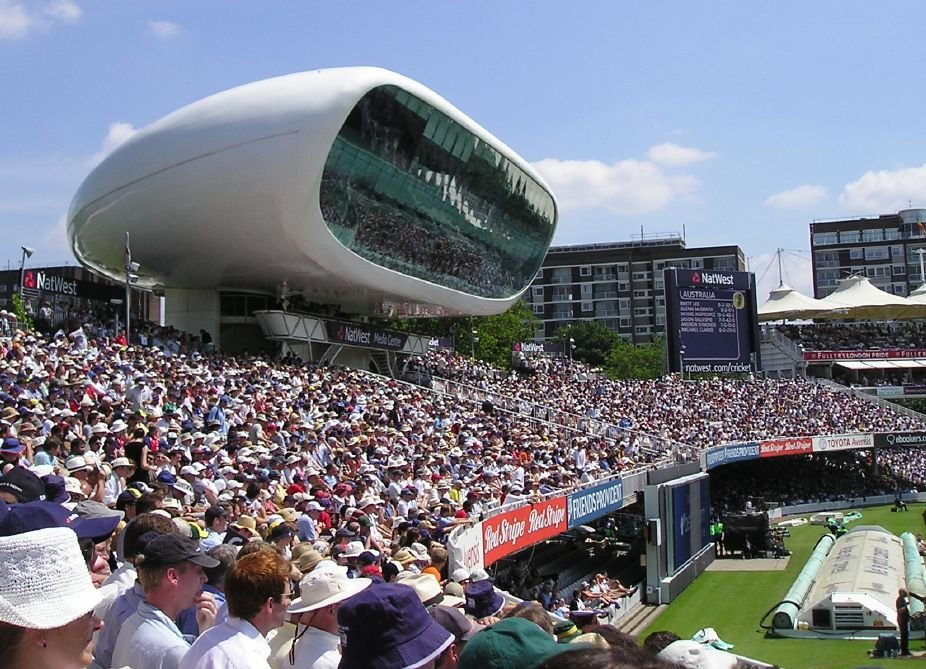
Tiskové centrum na kriketovém stadionu v Londýně – Lord's Media Centre

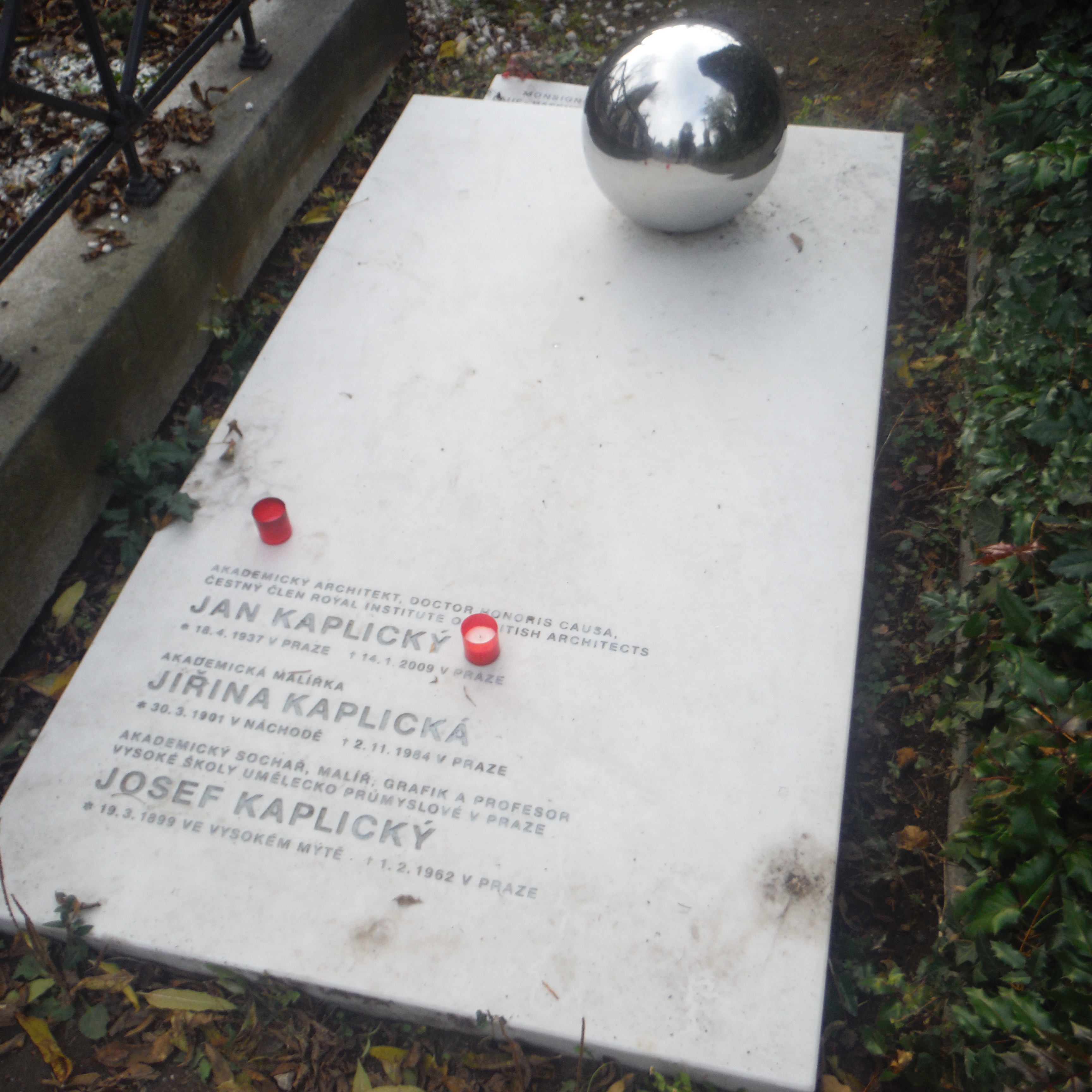
Hrob na Vyšehradském hřbitově

Kaplický se narodil v roce 1937 v Praze. Oba rodiče byli umělci: jeho matka, Jiřina Kaplická, byla kreslířka a jeho otec, Josef Kaplický, byl malíř, architekt a sochař. Po ukončení studia na gymnáziu na Hládkově (pozdější Gymnázium Jana Keplera) vystudoval v letech 1956–1962 Vysokou školu uměleckoprůmyslovou v Praze, načež od roku 1964 až do své emigrace působil na volné noze. V roce 1968 emigroval do Anglie, což znamenalo velkou změnu v jeho životě. První architektonickou kanceláří, ve které působil, byla v letech 1969–1971 Denys Lasdun & Partners. Poté byl v letech 1971–1973 zaměstnán v ateliéru Renza Piana a Richarda Rogerse, kde se podílel na projektu DRU budovy v Londýně a vypomáhal ve skupině návrhářů na návrhu pařížského kulturního centra a muzea Centre Georges Pompidou (realizováno 1971–1977). Roku 1975 získal britské občanství. V roce 1979 založil společně s Davidem Nixonem architektonické studio Future Systems, ve kterém působil až do své smrti.

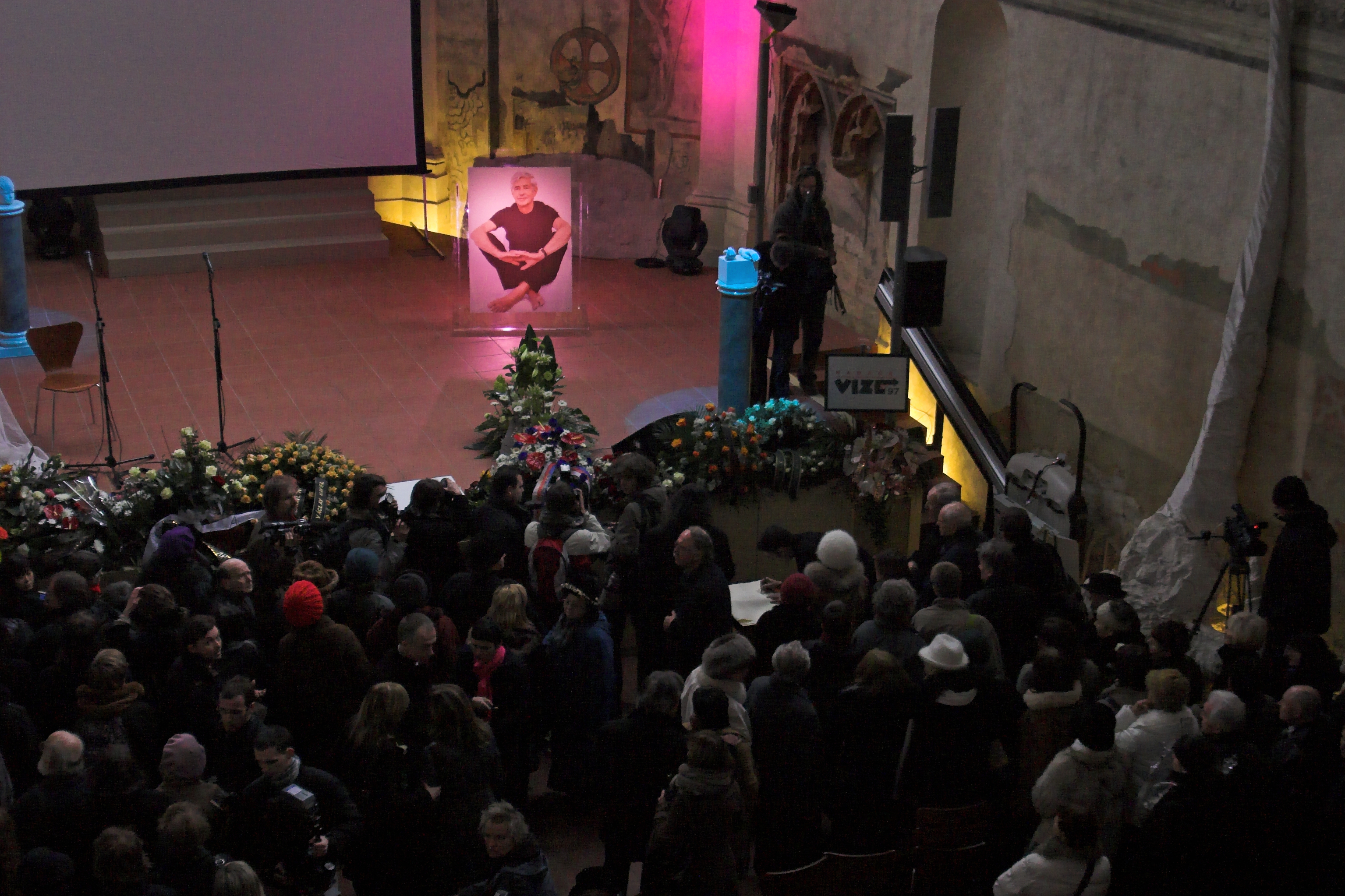
Rozloučení s Janem Kaplickým v Praze

Jeho partnerkou byla i architektka Eva Jiřičná (která byla mj. předsedkyní komise posuzující návrhy na projekt Národní knihovny na Letné). Poté se seznámil a v roce 1991 oženil se svou dlouholetou manželkou Amandou Levete, která v roce 1989 nastoupila do jeho studia Future Systems. Během jejich 15letého společného života se jim narodil syn Josef. Při natáčení biografického snímku Profil, který měl premiéru v roce 2004, se seznámil se svou pozdější ženou Eliškou Fuchsovou, s níž se oženil 15. října 2007. Eliška Kaplicky Fuchsová s ním začala natáčet snímek Oko nad Prahou o projektu Národní knihovny, který však již spolu nedokončili – Jan Kaplický zemřel 14. ledna 2009 v Praze. Náhle mu selhalo srdce, když procházel ulicí Československé armády nedaleko Vítězného náměstí v den, kdy mu jeho druhá žena Eliška porodila dceru Johannu. Přivolaným záchranářům se ho již oživit nepodařilo.

### Rozloučení

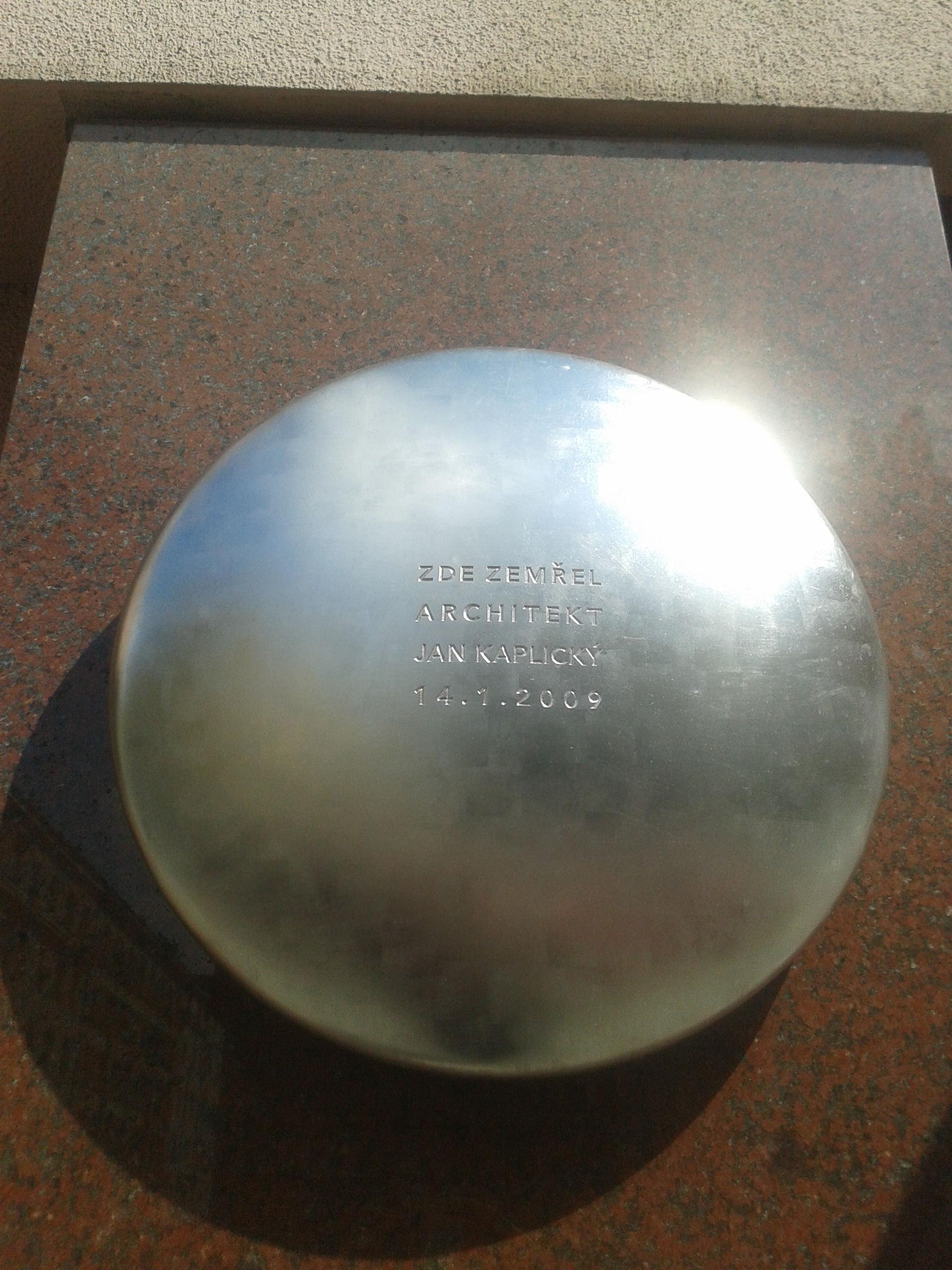
Pamětní deska Jana Kaplického na budově OSA (Československé armády 20, Praha 6)

Po Kaplického smrti bylo uspořádáno 27. ledna 2009 symbolické rozloučení v Kostele sv. Anny ve Starém Městě pražském. Začalo pár minut před 13. hodinou, na místě se kromě Kaplického rodiny a známých sešlo také 200 příznivců Kaplického architektury. Mezi posluchači a účastníky byli manželka Eliška, Eva Jiřičná, kamarád Kaplického Pavel Bobek, Dagmar Havlová, která za svého manžela zotavujícího se v nemocnici přečetla písemnou kondolenci, Jiří Paroubek, Jiří Dienstbier, Bolek Polívka a další.

## Styl

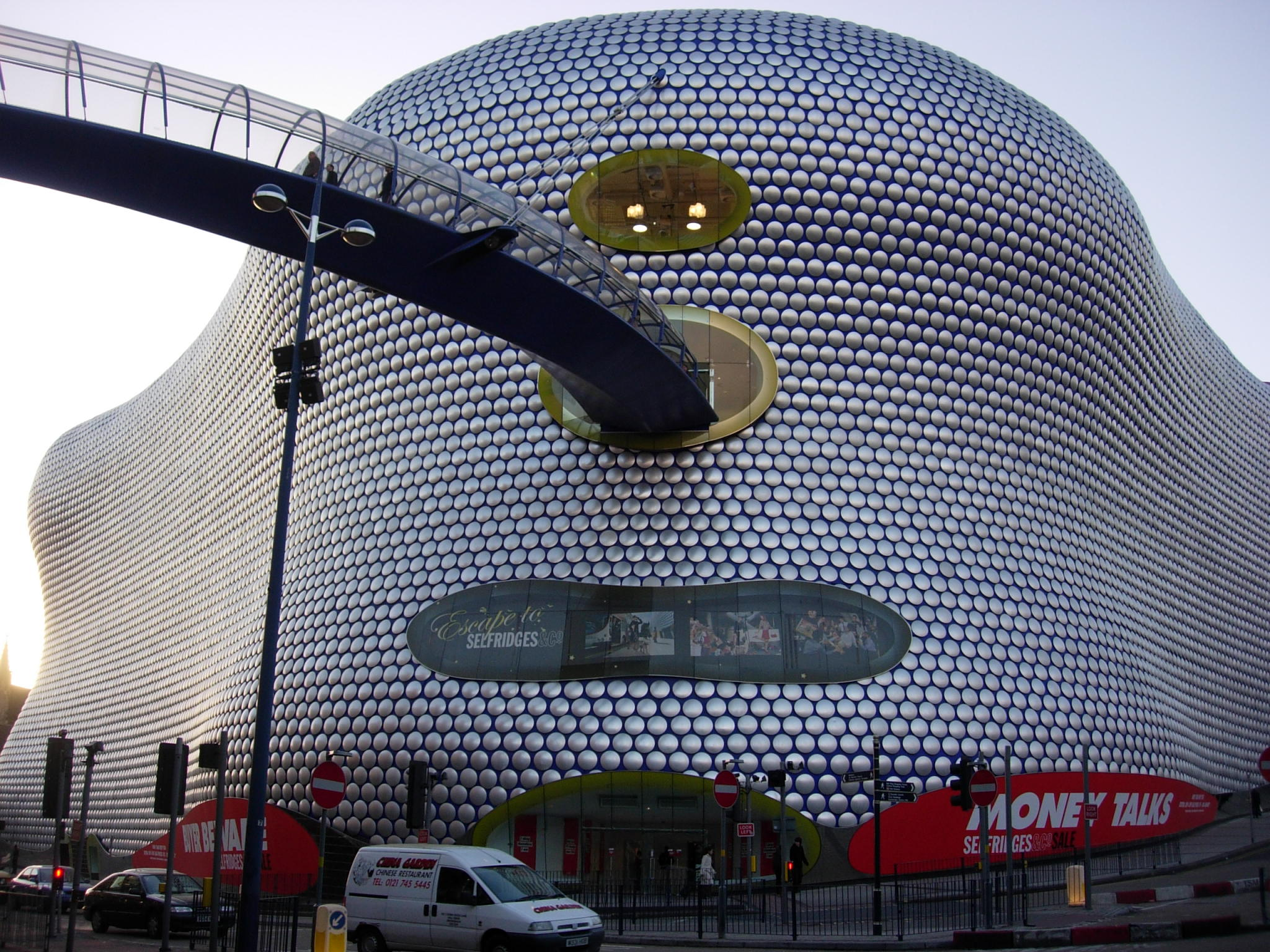
Obchodní dům Selfridges v Birminghamu, který navrhl Kaplický v roce 1999

Je představitelem high-tech architektury, v posledních letech experimentoval s organickou architekturou, která se inspiruje přírodními tvary. Spolupracoval s předními světovými architekty, například Richardem Rogersem či Normanem Fosterem.
Společně s Amandou Levete, která se stala jeho profesní partnerkou na sklonku 80. let, byli jedinou neamerickou společností, která pracovala pro NASA. Zde si mohl osvojit práci s moderními materiály a technologiemi. Tato zkušenost ovlivňuje praxi ateliéru dodnes.

## Významné projekty

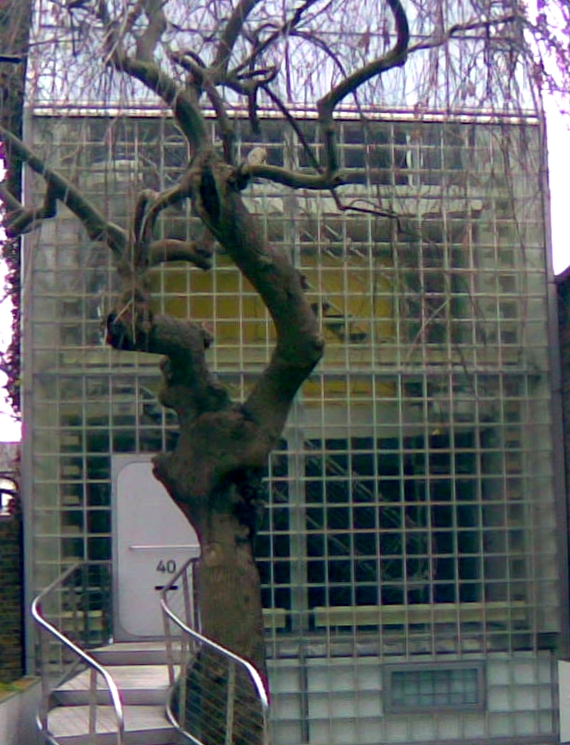
Hauer-King House v Londýně

- Butik Way-in v obchodním domě Harrods, Londýn (1984, spolupráce s Evou Jiřičnou)
- Národní knihovna, Paříž (1989) – nerealizováno, druhé místo v architektonické soutěži
- Green Bird, Londýn (1990) – nerealizováno, projekt stopatrového mrakodrapu
- Hauer-King House, Londýn (1992) – rodinný dům
- Docklands Floating Bridge, Londýn (1994) – pontonový most
- Lord's Media Centre, Londýn (1994) – tiskové centrum na londýnském kriketovém stadionu. Oceněno cenou Stirling Prize.
- Dům ve Walesu, Jižní Anglie (1994)
- Butik Comme des Garçons, New York, Tokyo a Paříž (1997–1998)
- Obchodní dům Selfridges, Birmingham (1999)
- Příbory a jídelní servis navržené pro výrobce Alessi (2004)
- Muzeum Enza Ferrariho, Modena – (březen 2012)[9]
- Národní knihovna na Letné, Praha (2006) – doposud nerealizováno
- Koncertní a kongresové centrum Antonína Dvořáka, České Budějovice (2008) – nerealizováno
- Golfový klub Volavka, Konopiště (2008) – projekt

### Národní knihovna na Letné
V Česku vešel v širší známost veřejnou diskusí, kterou vyvolal jeho návrh na novou budovu Národní knihovny na Letenské pláni v Praze, organického tvaru zeleno-žluto-bílé barvy s fialovými skvrnami, novináři přezdívaný chobotnice nebo blob. Předsedkyní sedmičlenné komise posuzující návrhy byla Kaplického bývalá partnerka, známá česko-britská architektka Eva Jiřičná. Odpůrci často argumentovali faktem, že návrh v soutěži zvítězil, ačkoliv nesplňoval jednu ze zadávacích podmínek: skladování knih pod úrovní terénu. Proti projektu se postavil prezident Klaus a následně pražská ODS, zejména primátor Pavel Bém. Objevily se argumenty na velkou finanční náročnost a na nedostupné pozemky a realizace byla nakonec zrušena s tím, že si Národní knihovna vystačí s Klementinem. V dlouholetém sporu o vyřazení návrhu ze soutěže dal odvolací soud zapravdu odpůrcům tohoto projektu.
Autobusová zastávka inspirována blobem, který měl stát na Letné, byla postavena v roce 2011 na brněnské zastávce hromadné dopravy ve čtvrti Lesná. Má půdorys 7×7 metrů a je vysoká 4 m; na jejím návrhu se nepodílel Jan Kaplický ani Future Systems, navrhl ji fanoušek Jana Kaplického Martin Felgr.

## Ocenění a kritika

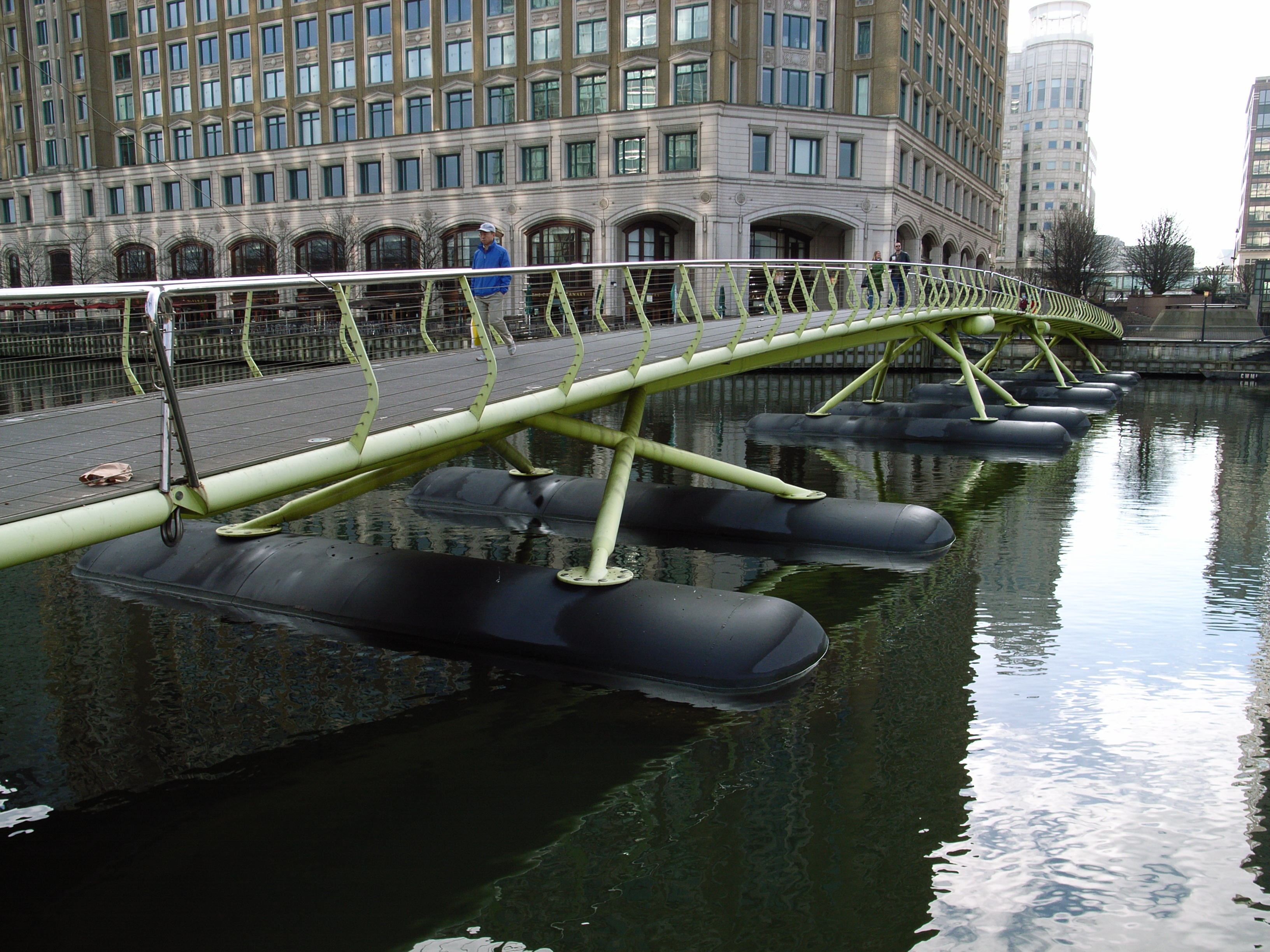
Most pro pěší Docklands Floating Bridge v Londýně

Kaplický obdržel mnoho ocenění, mezi významná patří nejprestižnější britská cena za architekturu Stirling Prize, udělená za stavbu Lord's Media Centra na londýnském kriketovém stadionu.
V říjnu 2008 Kaplický odmítl přijmout cenu od ministerstva kultury za přínos v oblasti výtvarného umění a architektury, kterou se mu porota rozhodla udělit „za mimořádné architektonické dílo, kterým proslavil českou architekturu doma i v zahraničí“. V dopise ministru Jehličkovi, kterým cenu odmítl, Kaplický uvedl: „ ... vaše ministerstvo i vláda znemožňují prosadit můj příspěvek k české kultuře a architektuře...“.

## Literární dílo
- Sketches 1941–2005 (Alba studio, 2005)
- Česká inspirace (spoluautor Ivan Margolius, Fraktály Publishers, Zlatý řez, 2005)
- Josef a Josef Kaplicky (Respekt Publishing a.s., 2009)
- Album (Labyrint, 2005, 2010)

## Výstavy
- Jan Kaplický & David Nixon / Future Systems, AA Exhibitions Gallery, Architectural Association School of Architecture, Londýn, 15. leden - 15. únor 1987[13]
- Vlastní cestou, Centrum současného umění DOX, Praha, 16. dubna – 27. září 2010[14]
- Jan Kaplický výkresy, Národní galerie Praha (Veletržní palác), 11. dubna 2015 – 16. června 2015[15]
- JKOK – výstava k nedožitým osmdesátinám, Galerie Tančící dům, Praha, 8. listopadu – 12. března 2017[16]

## Zastoupení ve sbírkách umění (výběr)
- Moravská galerie Brno
- Muzeum umění a designu Benešov
- Uměleckoprůmyslové muzeum Praha